# Старосільська сільська рада (Маневицький район)
| Старосільська сільська рада — орган місцевого самоврядування у Маневицькому районі Волинської області з адміністративним центром у с. Старосілля. Історична дата утворення: в 1939 році. Водоймища на території, підпорядкованій даній раді: річки Стир, Рудка. Сільській раді підпорядковані населені пункти: - с. Старосілля - с. Розничі - с. Семки - с. Ситниця |

## Склад ради
Рада складається з 20 депутатів та голови.

### Керівний склад ради
| ПІБ                        | Основні відомості                                            | Дата обрання | Дата звільнення |
| -------------------------- | ------------------------------------------------------------ | ------------ | --------------- |
| Маркевич Василь Захарович  | Сільський голова, 1950 року народження, освіта, безпартійний | 26.03.2006   | 31.10.2010      |
| Регешук Віктор Олексійович | Сільський голова, 1965 року народження, освіта вища          | 31.10.2010   |                 |

Примітка: таблиця складена за даними джерела

## Населення
Згідно з переписом УРСР 1989 року чисельність наявного населення сільської ради становила 3378 осіб, з яких 1608 чоловіків та 1770 жінок.
За переписом населення України 2001 року в сільській раді мешкали 3183 особи.

### Мова
Розподіл населення за рідною мовою за даними перепису 2001 року:
| Мова       | Відсоток |
| ---------- | -------- |
| українська | 99,59 %  |
| російська  | 0,38 %   |
| білоруська | 0,03 %   |